# Behrouz Vossoughi

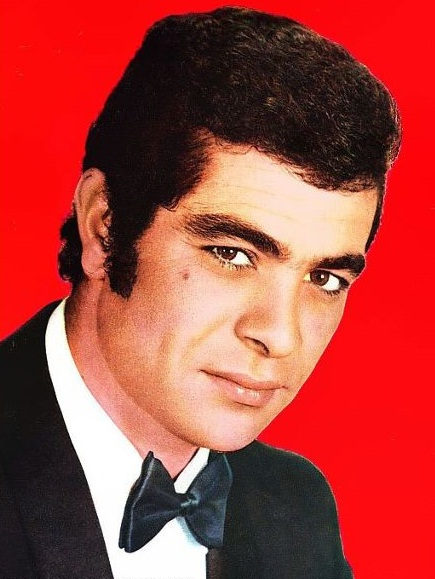
Behrouz Vossoughi, 1997

Behrouz Vossoughi (persisch بهروز وثوقی, geboren als Khalil Vossoughi, persisch خلیل وثوقی, geboren am 11. März 1938 in Choy, Iran) ist ein iranischer Schauspieler, Fernsehmoderator und Model mit Auftritten in mehr als 90 Filmen und Theaterstücken. Er hat auch für Fernsehen, Radio und Theater gearbeitet. Seine Arbeit hat ihm auf mehreren internationalen Filmfestivals Anerkennung eingebracht, unter anderem als Bester Hauptdarsteller beim International Film Festival of India 1974 und mit dem Lifetime Achievement Award beim San Francisco International Film Festival 2006.

## Leben
Behrouz wurde in Choy geboren. Als Teenager zog er in die iranische Hauptstadt Teheran Irans. Er hat zwei Brüder: Changiz Vossoughi und Shahrad Vossoughi.
Vossoughi war in den 1970er Jahren kurz mit der iranischen Sängerin Googoosh verheiratet. Er lebt derzeit mit seiner Frau Katayoun „Katty“ Amjadi (auch bekannt als Catherine Vossoughi) in Marin County, Kalifornien.

## Filmografie (Auswahl)
- 1969: Qeysar
- 1970: Die schmutzigen Helden von Yucca (The Invincible Six)
- 1970: Reza Motori
- 1971: Dash Akol
- 1971: Toughi
- 1972: Deshne
- 1972: Baluch
- 1973: Tangsir
- 1974: The Deer
- 1975: Zabih
- 1975: Mamal Amricayi
- 1975: Das Bienenhaus (Kandoo)
- 1975: Hamsafar
- 1978: Sooteh-Delan
- 1978: Der Herr der Karawane (Caravans)
- 1981: Sphinx